# Grand Cocor
Il Grand Cocor (3.034 m s.l.m.) è una montagna della Catena Levanne-Aiguille Rousse nelle Alpi Graie situata sul confine tra l'Italia e la Francia.

## Caratteristiche
Si trova appena a sud del Colle Galisia.

## Ascensione alla vetta
Dal versante italiano si può partire dalla diga del Lago Serrù.
Dal versante francese si può partire dal Refuge du Prariond (2.324 m) e passando per il colle Galisia.